# Stéphane Hessel
Stéphane Frédéric Hessel (20. října 1917 Berlín – 26. února 2013, Paříž) byl francouzský diplomat, filozof a spisovatel německého původu.

## Život a dílo

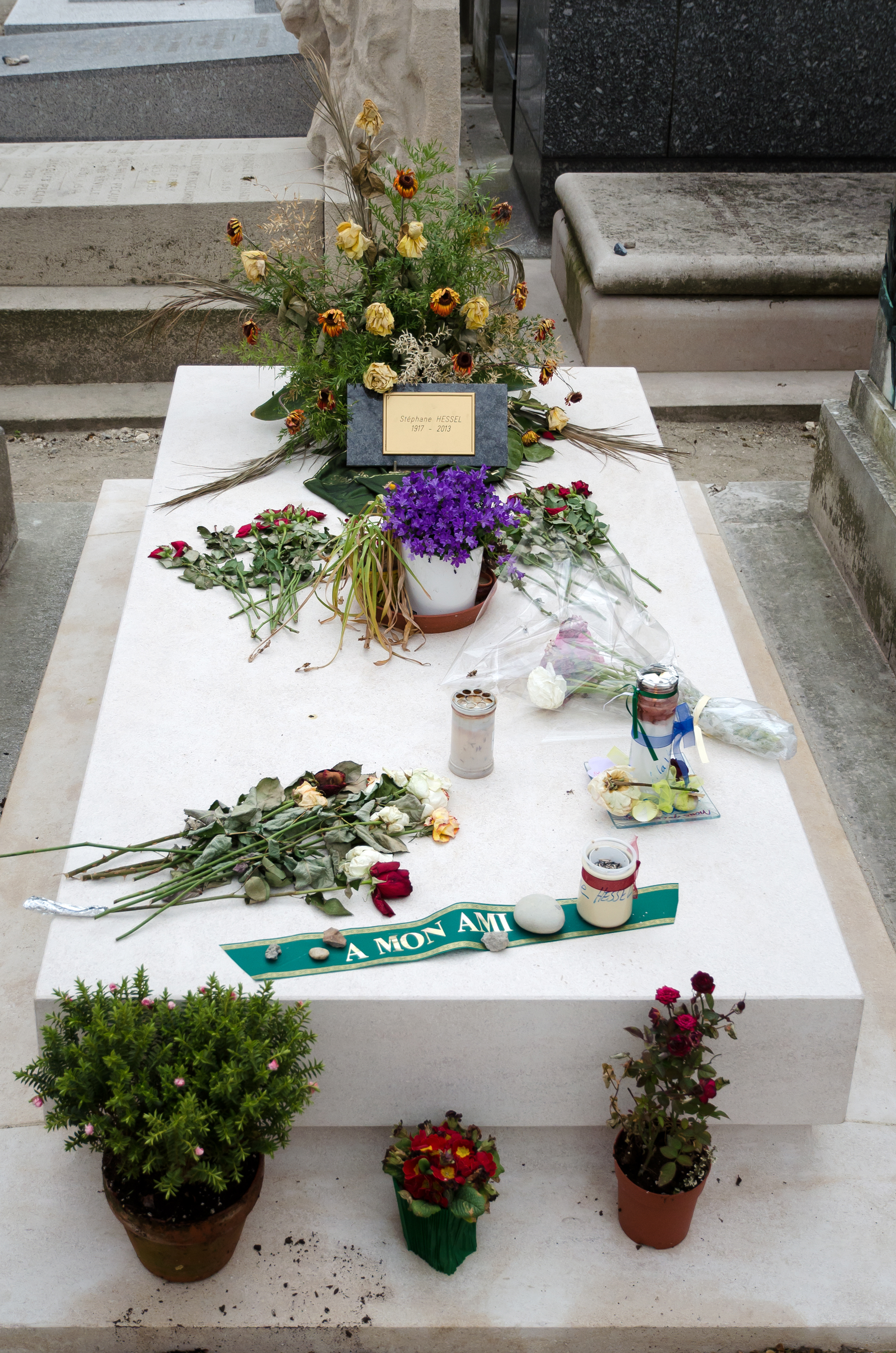
Jeho hrob v Paříži (Montparnasse).

Narodil se v Německu, ale před nacistickým režimem utekl do Francie, kde v roce 1939 získal francouzské občanství. Zapojil se protinacistického hnutí odporu a přežil věznění v nacistickém koncentračním táboře. Jako diplomat se v roce 1948 se podílel na sepisování Všeobecné deklarace lidských práv.
Proslavil se zejména knihou Vzpouzejte se, která byla přeložena do mnoha jazyků, včetně češtiny. V roce 2006 získal francouzský Řád čestné legie.
Byl pohřben na pařížském hřbitově Montparnasse.